# 茂林寺的茶鍋

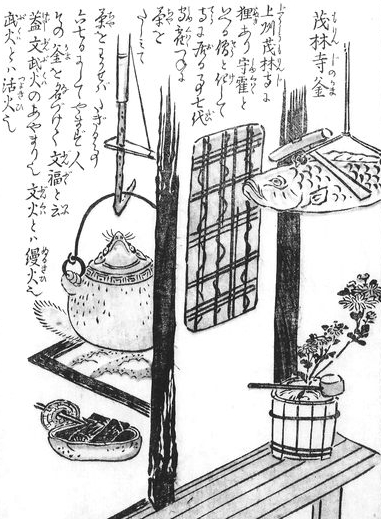
鳥山石燕的著作《今昔百鬼拾遺》中描繪的「茂林寺的茶鍋」

茂林寺的茶鍋（茂林寺の釜，もりんじのかま）是在松浦靜山的隨筆文集《甲子夜話》中登場的化狸故事。是民間故事《文福茶鍋》的靈感起源。

## 內容
這是發生在應永年間的故事。在上州（現在的群馬縣）一間名叫茂林寺的佛寺住有一名叫做守鶴的優秀僧侶。他所愛用的茶鍋是個無論取用再多熱水也取用不盡的神奇釜鍋，當僧人們聚會時這口茶鍋還會自行為眾人上茶。
有一天守鶴睡午覺的模樣被別的僧人偷看到，沒想到守鶴的屁股竟然長有狸的尾巴。守鶴的真面目是狸貓，而且還是活了數千年的狸妖、曾經有幸在印度聽釋迦說法，之後東渡中國才又來到日本。神奇的茶鍋也是狸妖變化出的術法。
暴露真面目守鶴決意離開寺院。在別離之日，守鶴用幻術讓眾人見識了源平合戰的屋島之戰以及釋迦入滅的景象。
據說基於這個故事，後世才改編創作出《文福茶鍋》的民間故事。

## 備註
1. 1 2  水木しげる. . 1 関東・北海道・沖縄編. Softgarage. 2004: 103頁. ISBN 978-4-86133-004-9.
2. 1 2  . マンスリーとーぶ 2007年4月号. 東武鉄道. 2007-04  [2009-02-08]. （原始内容存档于2007-09-30） （日语）. 外部链接存在于|work= (帮助)（インターネット・アーカイブによる記録）